# Croaghaun
Croaghaun (Cruachán in gaelico irlandese) è un monte dell'Irlanda situato sulla parte settentrionale di Achill Island, nel Mayo. Con 688 metri di altezza massima, è la cima più alta dell'isola.

## Scogliere
L'aspetto più rilevante di questo rilievo riguarda il suo versante nord, adiacente al mare: mentre, infatti, il vicino Slievemore ha una forma molto arrotondata e cade in mare ad altitudine pressoché nulle, Croaghaun precipita nella sua pendice settentrionale direttamente nell'Oceano formando le scogliere marine più alte delle Isole Britanniche e della Repubblica d'Irlanda. In Europa, Croaghaun è superata soltanto dall'Hornelen in Norvegia e da Capo Enniberg sulle Isole Fær Øer, più alti entrambi di ben 100 metri. Paradossalmente, le relativamente più note e connazionali Slieve League (601 m), in Donegal, vengono talvolta indicate come le scogliere più alte d'Europa, nonostante siano più basse di Croaghaun di 66 metri. Questo è dovuto principalmente alla natura selvaggia di Croaghaun, che lo rende di accesso veramente difficoltoso e sconosciuto ai più, oltre che al poco scarto di altezza tra i due monti.
Le scogliere di Croaghaun possono essere viste, oltre che ovviamente dal mare, soltanto scalando le pareti intorno alla montagna, perché non esiste alcuna strada che porti nelle vicinanze. L'unica via d'accesso è la strada che porta alla baia di Keem, antistante la parete meridionale del monte. Proprio dalla baia di Keem parte una serie di enormi masse rocciose che la circondano formando Achill Head, promontorio formato comunque da scogliere impervie e impressionanti, fino ad innalzarsi nella montagna e creando un paesaggio selvaggio e completamente disabitato da ovest fino a Saddle Head, fino a ridiscendere allo Slievemore. I precipizi sono piuttosto frequenti, mentre le viste sono uniche ed eccezionali. L'area è apprezzata dagli scalatori anche per la presenza di corries inusuali e tipi di roccia piuttosto rara. La quarzite predominante forma spesso gemme grezze visibili lungo il cammino.

## Fauna
Le scogliere di Croaghaun ospitano due famiglie di falco pellegrino (RTÉ, 2008). I migliori periodi per gli avvistamenti sono settembre ed ottobre, che corrispondono al momento in cui gli esemplari insegnano alle nidiate a volare. Nelle acque antistanti sono frequenti delfini dal naso a bottiglia, squali elefanti e focene (BBC, 2009). Più rare orche, megattere e altre specie di balena.